# Periploca forrestii
Periploca forrestii är en oleanderväxtart som beskrevs av Rudolf Schlechter. Periploca forrestii ingår i släktet Periploca och familjen oleanderväxter. Inga underarter finns listade i Catalogue of Life.